# 瓦多維采縣

49°53′N 19°30′E / 49.883°N 19.500°E
瓦多維采縣（波蘭語：Powiat wadowicki），是波蘭的縣份，位於該國東南部，由小波蘭省負責管轄，首府設於瓦多維采，面積646平方公里，2006年人口154,304，人口密度每平方公里240人。